# Libido
Die Libido (lateinisch libīdō, betont auf der zweiten Silbe, bedeutend „Begehren, Begierde“ oder im engeren Sinne: „Wollust, Trieb, Maßlosigkeit“) bezeichnet in der Psychoanalyse jene psychische Energie, die mit den Trieben der Sexualität verknüpft ist. Als Synonym zu sexueller Lust und Begehren ist dieser Terminus inzwischen auch in den allgemeinen Sprachgebrauch eingegangen und wird in der Psychologie im Sinne einer „allen psychischen Äußerungen zugrunde liegende[n] psychische[n] Energie“ verstanden.

## Psychoanalyse
Im Werk Sigmund Freuds nimmt der Begriff der Libido eine zentrale Stellung ein, auch wenn er über das Freudsche Werk hindurch nicht einheitlich verwendet wird. In seinem frühen Werk stellte Freud die Libido den Selbsterhaltungstrieben gegenüber und verstand Libido als sexuelle Triebenergie, die sich im Phänomen des „Drängens“ bzw. Begehrens, sowie des Wunsches und der Lust äußert. Der Libido waren die Selbsterhaltungstriebe oder auch Ichtriebe entgegengestellt, deren Aufgabe in der Selbsterhaltung des Individuums lag, wofür er den Hunger als eine Ausdrucksform verstand.
1914 führte er in seiner Arbeit Zur Einführung des Narzißmus das Konzept der Ichlibido ein, also einer Libido, die an der Entwicklung des Ichs beteiligt sei. In Massenpsychologie und Ich-Analyse (1921) definierte er, die Libido sei „die Energie solcher Triebe, welche mit all dem zu tun haben, was man als Liebe zusammenfassen kann.“
Die Libido äußert sich für Freud jedoch nicht nur auf der Ebene des Sexuellen, sondern auch in anderen Lebensbereichen, etwa der kulturellen Tätigkeit, die Freud als Sublimierung libidinöser Energie versteht. Auch das Nichtsexuelle war also für Freud letztlich von sexuellen Triebkräften geprägt, was ihm den Vorwurf des „Pansexualismus“ eingetragen hat.
Nach Freuds Triebtheorie durchlaufen die Triebe in der Kindheit folgende verschiedene charakteristische Entwicklungsphasen: eine orale, anale, phallische (= ödipale), Latenz- und schließlich eine genitale Phase (siehe Triebtheorie). Störungen der Libidoentwicklung führen nach Freud zu psychischen Störungen. Diese Entwicklungsphasen bezeichnen verschiedene Organbesetzungen (Objektbesetzungen) der libidinösen Energie.
Gilles Deleuze und Félix Guattari definierten und verwendeten den Begriff Libido jedenfalls weiter als Sexualtrieb, z. B. als freie Energie, als Wunsch, als „Sexualenergie, die alles besetzt“. Auch die Sexualität sahen sie mehr als Energie denn als körperlich-genitales Verhalten.
Im Vokabular der Psychoanalyse von Laplanche und Pontalis wird der Begriff Libido einleitend wie folgt definiert:

„Von Freud postulierte Energie als Substrat der Umwandlungen des Sexualtriebs im Hinblick auf das Objekt (Verschiebung der Besetzungen), im Hinblick auf das Ziel (z. B. Sublimierung), im Hinblick auf die Quelle der sexuellen Erregung (Vielfalt der erogenen Zonen). Bei Jung hat sich der Libidobegriff erweitert und meint schließlich »die psychische Energie« im allgemeinen, die in allem enthalten ist, was »Streben nach«, appetitus, ist.“

## Analytische Psychologie
Carl Gustav Jung verstand in seiner Lehre der analytischen Psychologie unter der Libido allgemein jede psychische Energie eines Menschen. Anders als Freud sah Jung diese Kraft ähnlich wie das fernöstliche Konzept des Chi oder Prana an, also als allgemeines Streben-nach-Etwas.

## Unterschiede zwischen Mann und Frau
Viele verschiedene wissenschaftliche Untersuchungen haben gezeigt, dass die meisten Männer einen stärkeren sexuellen Trieb als Frauen haben, der anhand von Indikatoren wie spontane Gedanken über Sex, der Häufigkeit und Diversität sexueller Fantasien, bevorzugter Häufigkeit des Geschlechtsverkehrs, bevorzugte Zahl der Sexualpartner, Masturbation, Vorlieben für verschiedene Sexualpraktiken, Bereitschaft, auf Sex zu verzichten und für Sex auf andere Dinge zu verzichten, Initiieren und Ablehnung von Sex und weiteren Indikatoren gemessen wurde.
Laut einem Review von 2001 gibt es keine widersprechenden wissenschaftlichen Ergebnisse.
Die Libido des Mannes ist sehr stark abhängig von der Produktion des männlichen Sexualhormones Testosteron. Bei Testosteronspiegeln unter 15 nmol/l ist ein Libidoverlust wahrscheinlicher; bei Spiegeln unter 10 nmol/l nimmt die Wahrscheinlichkeit von Depressionen und Schlafstörungen zu. Hitzewallungen und erektile Dysfunktion werden meist erst bei unter 8 nmol/l beobachtet. Die bei sexueller Erregung und anschließend bei einem männlichen Orgasmus in der Regel auftretende rapide Absenkung von Adrenalin und Noradrenalin und die Zunahme von Oxytocin und Prolaktin erklärt eine sofort nach dem Orgasmus verflogene Libido oder postkoitale Müdigkeit bei Männern.
Auch die weibliche Libido ist hormonabhängig. Viele Frauen berichten von regelmäßigen Schwankungen der Libido im Rahmen des Menstruationszyklus.

## Libidinöse Dysfunktionen
Mangelnde Libido wird manchmal als Frigidität oder auch als sexuelle Appetenzstörung bezeichnet. Bei der erektilen Dysfunktion des Mannes mangelt es oft nicht an der Libido, sondern an der Erektionsfähigkeit trotz vorhandener Libido („Man will, kann aber nicht“).
Viele Krankheiten, darunter auch psychische und psychosomatische Erkrankungen, führen zu einem Libidomangel oder Libidoverlust, zum Beispiel:
- Depression
- Hypothyreose
- Hypogonadismus, Eunuchismus
- Testosteronmangel des Mannes, Effemination (Verweiblichung)

Auch verschiedene Medikamente können für einen Verlust der Libido verantwortlich sein, beispielsweise Trenbolon, Finasterid oder verschiedene Steroidhormone wie z. B. Levonorgestrel.
Einige Krankheiten führen zu einer übermäßig gesteigerten Libido, zum Beispiel:
- Manie
- leichte Hyperthyreose
- Syphilis im vierten Stadium, selten, aber in der Belletristik häufig beschrieben
- manche Medikamente und viele Drogen, die die Libido in die eine oder andere Richtung verändern.

Eine krankhaft gesteigerte Libido bezeichnet man auch als Sexsucht oder veraltet Nymphomanie (Frau) / Satyriasis (Mann).